# جايمي ساليناس
جايمي ساليناس (بالإسبانية: Jaime Salinas)‏ هو اقتصادي وسياسي بيروفي، ولد في 8 مارس 1963 في ليما في بيرو.